# Alcañizo (kommunhuvudort)
Alcañizo är en kommunhuvudort i Spanien.   Den ligger i provinsen Toledo och regionen Kastilien-La Mancha, i den centrala delen av landet, 130 km väster om huvudstaden Madrid. Alcañizo ligger 377 meter över havet och antalet invånare är 314.
Terrängen runt Alcañizo är platt. Runt Alcañizo är det glesbefolkat, med 17 invånare per kvadratkilometer. Närmaste större samhälle är Oropesa, 6,0 km väster om Alcañizo. Trakten runt Alcañizo består till största delen av jordbruksmark.